# Licht im Winter
Licht im Winter (Original: Nattvardsgästerna) ist ein in Schwarzweiß gedrehtes schwedisches Filmdrama von Ingmar Bergman aus dem Jahr 1962.

## Handlung
Pastor Tomas Ericsson hält an einem Wintersonntag den Gottesdienst in der schwedischen Kleinstadt Mittsund. Nach dem Gottesdienst wird er vom Gemeindemitglied Karin Persson aufgesucht mit der Bitte, ein seelsorgerisches Gespräch mit ihrem ebenfalls anwesenden Mann Jonas Persson zu führen, der in letzter Zeit von Niedergeschlagenheit und diffusen Ängsten über atomare Rüstung geplagt wird. Tomas überredet den zögerlichen Jonas Persson, später zu einem Einzelgespräch zu ihm zu kommen, obgleich er von einer aufkommenden Grippe und Fieber geschwächt ist.
Nachdem die Perssons gegangen sind, spricht ihn seine ehemalige Geliebte, die Lehrerin Märta Lundberg, an, ob er ihren Brief gelesen habe. Er wehrt ihre Fürsorglichkeit ab und verspricht, den Brief zu lesen. Nachdem sie den Raum verlassen hat, öffnet er den Brief und liest ihn. In dem Brief – der als in die Kamera gesprochener Monolog von Lundberg vorgetragen wird – bittet Märta darum, dass er wieder zu ihr zurückkommen möge, obwohl er sich ihr gegenüber mehrfach ablehnend und kalt verhalten habe.
Jonas Persson, diesmal allein, erscheint wieder in der Sakristei und erzählt von seinen Ängsten über die atomare Bewaffnung Chinas und seine Niedergeschlagenheit. Nach einigen halbherzigen Versuchen Tomas’, Trost zu spenden, bricht es plötzlich aus ihm heraus, dass er selbst nicht mehr an die Existenz Gottes glaube. Sein Glaube sei durch die Grausamkeiten, die er im spanischen Bürgerkrieg erlebt habe, und den Tod seiner geliebten Frau schwer erschüttert. Einen Gott, der dies zulasse, könne es nicht geben. Der verstörte Jonas Persson verlässt die Sakristei.
Wenig später erfahren Tomas und Märta, die in der Kirche gewartet hatte, dass sich Persson mit einem Gewehr erschossen hat. Tomas fährt zum Ort von Perssons Selbstmord, bedeckt dessen Leichnam zusammen mit der Polizei mit einer Decke und wartet, bis der Leichenwagen eintrifft. Anschließend fährt er mit Märta zu ihr nach Hause, wo sie ihm Medizin gegen seine Grippe verabreichen will. Dort begegnet er ihrer Fürsorglichkeit mit einer demütigenden Tirade, in der er seine Verachtung für ihre Geschwätzigkeit und ihre Leiden zum Ausdruck bringt. Außerdem liebe er sie nicht, allein seine verstorbene Frau habe er geliebt.
Dennoch begleitet Märta ihn zu Karin Persson, um die Nachricht vom Selbstmord ihres Mannes zu überbringen. Sie fahren weiter zum Gottesdienst in die Nachbargemeinde Frostnas. Dort ist außer dem Organisten Fredrik und dem buckeligen Messdiener Algot kein Gottesdienstteilnehmer erschienen. Während der Organist Märta überreden will, Tomas und die Gegend zu verlassen, spricht Algot Tomas auf die Passion Christi an. Ihn wundere, dass die Leiden Christi im physischen Leiden am Kreuz gesehen würden. Dabei wöge es doch viel schwerer, dass ihn zuvor alle Jünger verlassen hatten und Gott seine Rufe nicht erhört habe. Ob die seelischen Leiden durch das Schweigen Gottes nicht viel grausamer gewesen seien, fügt der Messdiener hinzu. Verblüfft stimmt Tomas den tiefsinnigen Ausführungen des Mannes zu. Tomas entscheidet, den Gottesdienst nur für die Anwesenden abzuhalten.

## Hintergrund

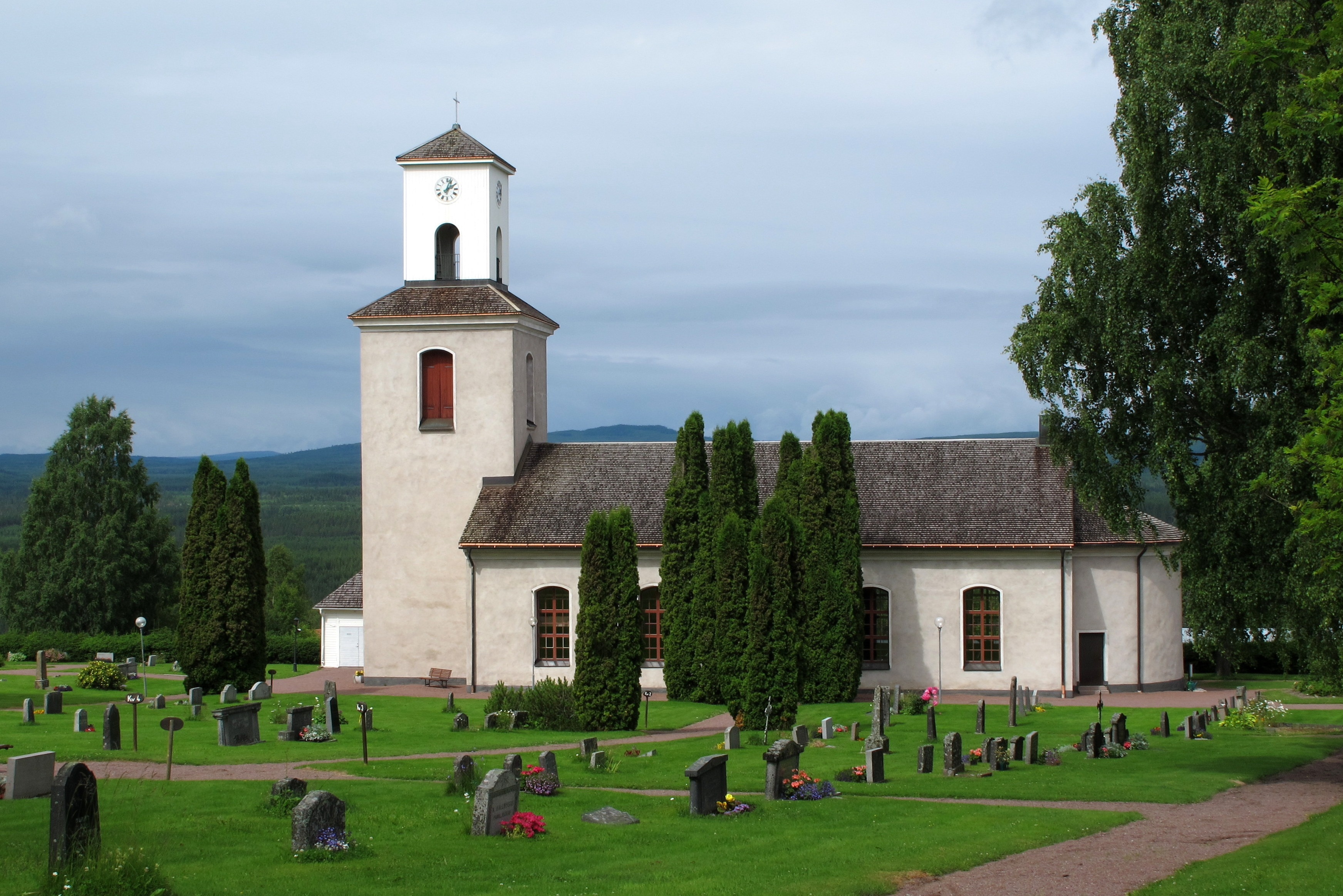
Die Skattunge-Kirche in Skattungbyn, die als Kulisse dient, im Jahr 2015

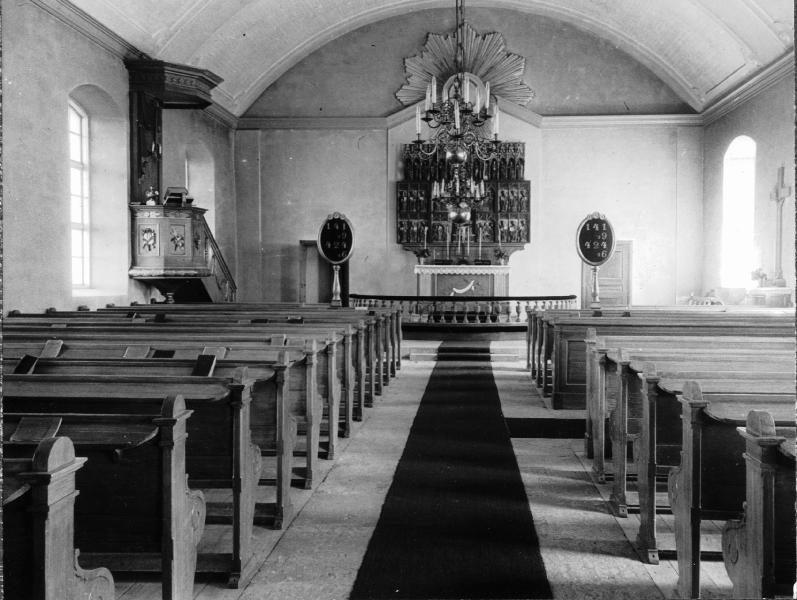
Die Skattunge-Kirche von innen

Ingmar Bergman wurde zu dem Film durch ein persönliches Erlebnis inspiriert: 1959 traf er den Pfarrer, der ihn und seine Frau verheiratet hatte. Dabei sah er die Pfarrersfrau mit einer Schülerin reden. Später erfuhr Bergman, dass der Vater der Schülerin kurz zuvor Suizid begangen hatte, obwohl der Pfarrer zuvor einige vergebliche Diskussionen mit dem suizidalen Familienvater geführt hatte.
Gedreht wurde zwischen November 1961 und Januar 1962 in den Stockholmer Filmstudios Filmstaden sowie in der westschwedischen Gemeinde Orsa. Für die Kirche in Skattungbyn gab es für die Innenaufnahmen keine Drehgenehmigung, weshalb Bergman und seine Filmcrew sie sorgfältig in einem Filmstudio nachbauten. Licht im Winter startete am 11. Februar 1963 in den schwedischen und am 15. Februar desselben Jahres in den deutschen Kinos.
Der Film gilt vielen als zweiter Teil einer Trilogie (nach Wie in einem Spiegel und vor Das Schweigen) von Bergman-Filmen, die sich mit dem „Schweigen Gottes“ und dem Theodizeeproblem auseinandersetzen. 1969 erklärte Bergman in einem Interview, die Trilogie nicht ursprünglich als solche geplant zu haben. Erst nach Beendigung des dritten Films sei ihm die Einheitlichkeit aller drei Teile aufgefallen. So wird die Conclusio von Wie in einem Spiegel, dass Liebe Gott sei und Gott wiederum Liebe, in Licht im Winter in einer Szene vom Organisten wieder aufgenommen und von ihm verspottet. Bergman selbst, der ansonsten oft selbstkritisch war, schätzte den Film unter seinen Werken sehr hoch. In einem Interview äußerte er 1972, dass „alles genauso ist wie ich es haben wollte, in jeder Sekunde“. Nur über Fanny und Alexander ließ er später ähnliches Lob fallen.

## Kritik
Der US-amerikanische Filmkritiker Roger Ebert nahm Licht im Winter im Jahr 2007 in seine Bestenliste auf. Der Film sei von „rigoroser Einfachheit“ geprägt, so setze der Kameramann Nykvist auf keine speziellen Kamerabewegungen, sondern zeige in seiner Statik nur das Geschehen auf. Der Film handele nicht nur vom Schweigen Gottes, sondern auch vom Schweigen des Pfarrers, der sich selbst und seinen Mitmenschen nichts Erbauliches, Aufbauendes mitteilen kann. Auch zeige der Film die verschiedenen Arten des Glaubens, wie etwa in dem Kontrast zwischen dem buckligen Diener Algot, der als einziger Charakter aus seinem Glauben Positives ziehen kann, und dem oberflächlichen Kirchenorganisten, der sehnsüchtig das Ende des Gottesdienstes erwartet, deutlich werde.

„Im Mittelteil seiner von ihm selbst so bezeichneten ‚Kammerspiel-Trilogie‘ reduziert Bergman seine Auseinandersetzung mit der metaphysischen und theologischen Sinnfrage auf den radikalen Kern. Ohne schmückendes Beiwerk konzentriert sich die Inszenierung auf die bohrende Selbstfeflexion des verzweifelten Individuums. Ein eminent unbequemes Werk, das zum (theologischen) Gespräch reichlich Anlaß gibt.“